# Under the Iron Sea DVD
Uzasadnienie: to jest dodatek DVD do albumu Under the Iron Sea
Under the Iron Sea DVD – 3 album DVD zespołu rockowego Keane, zawierający materiały video oraz wersje „Na żywo” utworów znajdujących się na krążku studyjnym „Under the Iron Sea”.

## Skład kompilacji

### Video
1. Materiał dokumentalny nt. nagrywania „Under the Iron Sea” – 23:55
2. Krótki film nt. utworu „Atlantic” – 6:01
3. „Is It Any Wonder?” (Video) – 3:01
4. Materiał dokumentalny nt. nagrywania „Is It Any Wonder?” Video – 7:50

### Utwory
1. „Atlantic” (Demo 29 stycznia 2005) – 4:15
2. „Is It Any Wonder?” (Demo 31 marca 2005) – 2:58
3. „Nothing in My Way” (Live From Aragon Theater, Chicago 19 maja 2005) – 4:10
4. „Leaving So Soon?” (Demo 29 października 2005)
5. „A Bad Dream” (Demo 7 lipca 2005)
6. „Hamburg Song” (Live From Aragon Theater, Chicago 19 maja 2005)
7. „Put It Behind You” (Demo 9 stycznia 2005)
8. „The Iron Sea” (Helioscentric Recording Session 9 kwietnia 2005)
9. „Crystal Ball” (Demo 7 lipca 2005)
10. „Try Again” (Live From Aragon Theater, Chicago 19 maja 2005)
11. „Broken Toy” (Demo 30 sierpnia 2005) – 5:39
12. „The Frog Prince” (Demo 7 lipca 2005) – 3:44